# Atâr
Atâr (arabsky أطار ) je město na severozápadě Mauritánie, hlavní město regionu Adrar. Ve městě se nachází letiště, muzea a mešita z roku 1674. Ve městě žije přibližně 35 tisíc obyvatel a má rozlohu 200,8 km².
Má horké pouštní klima. Roční průměrná teplota se blíží 30 °C. Průměrné roční množství srážek je asi 35 mm, prší hlavně v srpnu a září.
V roce 2012 byla v Ataru založena letecká škola pro výcvik pilotů pro mauritánskou armádu.

## Osobnosti
- Med Hondo (1936–2019), filmový režisér
- Maaouya Ould Sid'Ahmed Taya (* 1941), 5. prezident Mauritánie